# Konstantin Paleolog (sin Andronika II.)
Konstantin Duka Komnen Paleolog (grč. Κωνσταντῖνος Δούκας Κομνηνός Παλαιολόγος) bio je bizantski princ porphyrogénnētos iz dinastije Paleolog, drugi sin cara Andronika II. Paleologa i carice Ane, koja je bila princeza Hrvatske i Ugarske.
1305. se borio u bici kod Aprosa. 1317. je predao svoju polusestru Simonidu Srbima.
Imao je dvije supruge. Prva je bila Eudokija, kći Teodora Mouzalona. Nisu imali djece. Druga mu je žena bila jedna druga Eudokija; vjenčali su se oko 1317.
Uzeo je za konkubinu sluškinju jedne od svojih žena te je od sluškinje dobio sina Mihaela Katharosa.
Konstantin je bio i guverner Soluna i Avlone.
1322. ga je zatočio nećak Andronik III. Paleolog. Konstantin je zatim postao redovnik Kallistos te je umro 1334. ili 1335.